# Auktion (spel med pokerhänder)
Auktion är ett kortspel som är uppfunnet av amerikanen Robert Abbott. Spelets idé är att auktionera ut kort ur leken till deltagarna, som ska försöka åstadkomma en så bra pokerhand som möjligt.
Varje spelare får tio kort i given, och resterande kort bildar en talong, från vilken det översta kortet vänds upp och utgör det första kortet i högen. Den spelare som vill ha det kort som ligger överst i högen, bjuder ett av sina kort i utbyte och anger kortets valör. Den som vill bjuda över måste bjuda en högre valör, eller om valören är densamma, en högre färg (färgerna är rankade uppifrån spader, hjärter, ruter, klöver). Man kan också bjuda flera kort i form av en pokerkombination, vilket räknas högre än enstaka kort.
Den spelare som vunnit budgivningen lägger ifrån sig det eller de kort som bjudits ovanpå högen, och vänder därefter upp nästa kort i talongen och placerar detta överst i högen. Korten läggs med framsidan uppåt och ska bara delvis täcka varandra. Skulle ingen ha bjudit på ett visst kort, vänds ett nytt upp från talongen.
När spelet är slut vinner den spelare som med fem av sina kort kan bilda den bästa pokerhanden.